# Даріус Данеш
Даріус Кемпбелл Данеш (19 серпня 1980 — 11 серпня 2022) — шотландський співак, автор пісень, актор і кінопродюсер, який став популярним, коли з'явився у першій серії талант-шоу «Попзірки» у 2001 році та у першому сезоні конкурсу талантів ITV «Попідол» у 2002 році.
Під іменем Darius він записав два студійних альбоми «Dive In» (2002) та «Live Twice» (2004), обидва з яких потрапили до топ-40 у рейтингу альбомів Великої Британії. У 2002 році його дебютний сингл «Colourblind» посів перше місце в рейтингу синглів великої Британії. Його наступні сингли «Rushes» й «Incredible (What I Meant to Say)» потрапили в десятку найкращих у Великій Британії у 2002 і 2003 роках відповідно.
Данеш виконував роль Біллі Флінна у постановці театру Вест-Енд «Чикаго» на двох репетиціях мюзиклу. Він зіграв головну роль Скай Мастерсона у виставі «Хлопці та лялечки», лауреата премії Лоуренса Олів'є, та головну роль, Ретта Батлера, в театральній адаптації сера Тревора Нанна «Звіяні вітром».
У 2010 році він навчався у тенора Роландо Вільясона, та виграв конкурс ITV «Від попзірки до оперної зірки». Він заспівав дуетом з Вільясоном «The Impossible Dream». Найбільша оперна постановка Великої Британії призвела до його оперного дебюту на O2 Арені з Королівським філармонічним оркестром в опері «Кармен». У 29 років він виконав головну роль Ескамільо, коханого Кармен. Того ж року він взяв участь у турі The History of the Big Bands, шоу, яке переносить глядачів у музичну подорож епохою біг-бендів та свінгу.

## Раннє життя
Даріус Данеш народився в Глазго 19 серпня 1980 року в сім'ї матері-шотландки Авріл Кемпбелл та батька іранського походження Бута Данеша; його сім'я живе в Бірсдені. Він старший із трьох хлопчиків, його молодші брати Арія (1983 р.н.) і Сайрус (1995 р.н.). Він навчався в початковій школі Бірсдена та Академії Глазго, а потім продовжив вивчати англійську літературу та філософію в Единбурзькому університеті.

## Кар'єра

### 2001—2002: «Попзірки» та «Попідол»
Професійна кар'єра Данеша розпочалася з ролі в авангардній постановці Шотландської опери 1990-х «Троянці». У підлітковому віці він виступав у Королівському оперному театрі у Ковент-Гардені з Шотландською оперою в постановці «Кармен».
Данеш вперше здобув популярність у 2001 році після виступу на британському конкурсі талантів «Попзірки». Через рік він потрапив у фінал телевізійного шоу талантів «Попідол». Він відхилив звукозаписувальну угоду Саймона Ковелла, а потім підписав контракт із продюсером Стівом Ліллівайтом.

### 2002—2004: «Colourblind» і «Dive In».

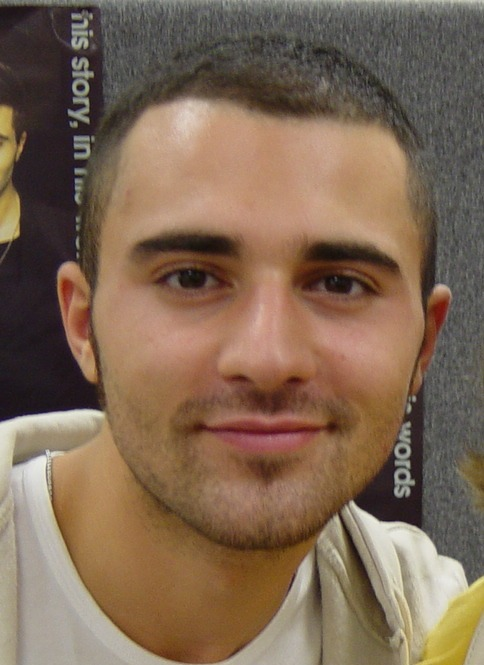
Данеш у 2003 році

Перший сингл, написаний Денешем, «Colourblind», випустили 29 липня 2002 року. Він став номером 1 у Британському рейтингу синглів, залишаючись на найвищій позиції протягом двох тижнів. Сингл став срібним, а 1 травня 2020 року — золотим.
У 2004 році його дебютний альбом «Dive In» став платиновим у Великій Британії, посівши 6 місце в рейтингу альбомів Великої Британії протягом конкурентного періоду передріздвяних розпродажів. Згодом у нього було п'ять синглів у десятці найкращих у Великій Британії.
Він автор усіх 12 пісень альбому «Dive In» і продюсер одного з треків, «Better Than That», у співпраці над іншими композиціями з низкою інших продюсерів, як-от The Misfits і The Matrix. Стів Ліллівайт був виконавчим продюсером альбому. Даріус Данеш підтримав Шакіру в її світовому турі та завершив свій власний аншлаговий тур «Dive In» у Великій Британії.
Тур «Dive In» тривав протягом квітня-травня 2003 року. У травні планувалося 15 виступів, але їх збільшили до 20 через великий попит.

### 2004—2005: Книга «Потони або пливи» і «Live Twice».
Його книга «Потони або пливи» про небезпеки музичного бізнесу стала бестселером «Санді таймс». Він брав участь у записі благодійного альбому «War Child» разом із Coldplay й Oasis. Він був хедлайнером з Аланіс Моріссетт в Індії.
Новина про діагноз батька рак у термінальній стадії, спіткала Данеша написати другий студійний альбом «Live Twice», який він присвятив доктору Буту Данешу. Батько чудесним чином одужав. У 2005 році однойменний трек альбому став його п'ятим синглом у десятці найпопулярніших.

### 2005—2008: «Чикаго» та «Хлопці та ляльки».
У 2005—2006 роках Денеш двічі виступав у Вест-Енді в мюзиклі «Чикаго» та став наймолодшим виконавцем ролі Біллі Флінна з моменту першої вистави на Бродвеї у 1975 році.
Він бачив на сцені Юена Мак-Грегора у головній ролі мюзиклу «Хлопці та ляльки», а у 2007 році сам зіграв Ская Мастерсона у Майкла Ґрандіджа, який отримав нагороду Олів'є. Того ж року він повторив свою роль Біллі Флінна під час 10-ої ювілейної вистави «Чикаго» в Лондоні на користь благодійних організацій Breast Cancer Haven та Breast Health Institute.
У 2008 році він повернувся до лондонського Вест-Енду, щоб зіграти Ретта Батлера в музичній адаптації сера Тревора Нанна «Звіяні вітром».

### 2010—2011: «Від попзірки до оперної зірки»
У січні та лютому 2010 року Данеш переміг у британському шоу талантів ITV1 «Від попзірки до оперної зірки», у якому вісім попзірок опановували виконання відомих оперних арій. Його наставником був тенор Роландо Вільясон, з яким він заспівав дуетом «The Impossible Dream». У травні 2010 року він з'явився в ролі тореадора Ескамільо в опері Бізе «Кармен» на O2 Арені в Лондоні. У 29 років він виконав головну роль коханого Кармен. Того ж року він брав участь у турі «The History of the Big Bands», шоу про біг-бенди та епоху свінгу, що містить пісні Френка Сінатри та музику ключових музикантів ери біг-бендів, включно з Гаррі Джеймзом, Бенні Гудменом, Томмі Дорсі, Дюком Еллінгтоном, Гленном Міллером, Каунтом Бейсі, Вуді Германом і Бадді Річем.

### 2013—2015: Мюзикл «Звідси до вічності».
1 липня 2013 року було оголошено, що Денеш зіграє головну роль, Вардена, в мюзиклі «Звідси до вічності».

### 2015—2022: «Весела дівчинка»
Данеш зіграв Ніка Арнштейна у мюзиклі «Дівчина Фанні» у театрі Савой у Вест-Енді після переведення з театру Шоколадна фабрика Меньє у квітні 2016 року.

## Інша робота

### Телебачення
У 2003 році Данеш з'явився у ролі самого себе в епізоді серіалу «Голіокс» на Channel 4, виконавши пісню «Girl in the Moon» на випускному балу. У 2009 році він знявся в серіалі BBC «Готель „Вавилон“» в ролі Дженнаро Фаціо, редактора італійського журналу.

### Благодійність
Данеш був послом фонду, заснованого Чарльзом, принцом Уельським, допомагаючи незаможній молоді. Він створив гітару для Guitar Aid. Він працював і підтримував Асоціацію лімфоми та Cancer Research UK, а також інші благодійні організації проти раку.

## Особисте життя
У лютому 2011 року Данеш одружився з канадською акторкою Наташею Генстридж. У липні 2013 року вони подали на розлучення. Процес розлучення завершився у лютому 2018 року.

## Смерть
11 серпня 2022 року Данеша знайшли без свідомості у своїй квартирі в Рочестері, штат Міннесота, і пізніше того ж дня його оголосили мертвим. Родина повідомила, що підозрілих обставин або ознак наміру щодо його смерті не було. Данину поваги віддали близький друг Джерард Батлер та інші, які тісно співпрацювали з Данешем, зокрема Саймон Ковелл, Гарет Гейтс, Вілл Янг і Ant & Dec.
Через вісім днів після його смерті дебютний сингл Даріуса «Colourblind» посів другу позицію у рейтингу завантажень і чартах продажів.

## Дискографія
- Dive In (2002)[47]
- Live Twice (2004)[48]

## Театр
| Рік       | Назва         | Роль          | Театр                   |
| --------- | ------------- | ------------- | ----------------------- |
| 2015–2016 | Дівчина Фанні | Нік Артнштейн | Шоколадна фабрика Меньє |

## Книги
- Даріус: Потони або пливи, моя історія. Headline Publishing Group. 2003. ISBN 0-7553-1281-3.